# Allium antalyense
Allium antalyense — вид трав'янистих рослин родини амарилісові (Amaryllidaceae), ендемік Туреччини.

## Опис
Стебло вигнуте. Листя довше, ніж суцвіття. Зонтик діаметром 2–2.5(3) см. Оцвітина завдовжки (4)4.5–5.5 мм. 

## Поширення
Ендемік Туреччини (Анталія).